# Њази Аземи
Њази Аземи (алб. Nijazi Azemi; Могила, 16. јун 1970 — Станевце, 26. март 2001) био је албански паравојни официр. Учествовао је у рату у Босни и Херцеговини, рату на Косову и Метохији и сукобима на југу Србије.

## Биографија
Рођен је 16. јуна 1970. у албанској породици у Могили. Учествовао је у немирима на Косову 1981. Годинама је одбијао да одслужи војну обавезу у Југословеној народној армији, а такође је изјавио да никада неће бити војник бивше Југославије.
Учествовао је у рату у Босни и Херцеговини на страни Армије Босне и Херцеговине (АРБиХ). Након тога се прикључио Ослободилачкој војци Косова (ОВК), на чијој страни се борио током рата на Косову и Метохији. Лета 1998. именован је за команданта ОВК. Учествовао је у бици на Кошарама.
Након завршетка рата на Косову и Метохији био је спреман да се више бори за успостављање Велике Албаније, а потом се придружио Ослободилачкој војсци Прешева, Медвеђе и Бујановца (ОВПМБ). Учествовао је у сукобима на југу Србије на страни ОВПМБ. Упркос прекиду ватре, отворено је изјавио да неће предати оружје и да му није јасно шта су његови претпостављени потписали. Аземи и други борци ОВПМБ су 26. марта 2001. били смештени у близини села Церевајка. Српске снаге су такође биле стациониране у овом селу, а у току поподнева дошло је до пуцњаве и Аземи је погођен снајперским метком. Иако је на себи имао панцир, погођен је у леву страну грудног коша. Упркос интервенцији прве помоћи, преминуо је од задобивене ране.